# Regionalny Zespół Pieśni i Tańca „Kurpianka”
Regionalny Zespół Pieśni i Tańca „Kurpianka” – grupa śpiewaczo-taneczna działająca od 1953, powstała przy Spółdzielni CPLiA „Kurpianka” w Kadzidle, prezentująca folklor Kurpi Zielonych; laureat Nagrody im. Oskara Kolberga w 1974.

## Historia

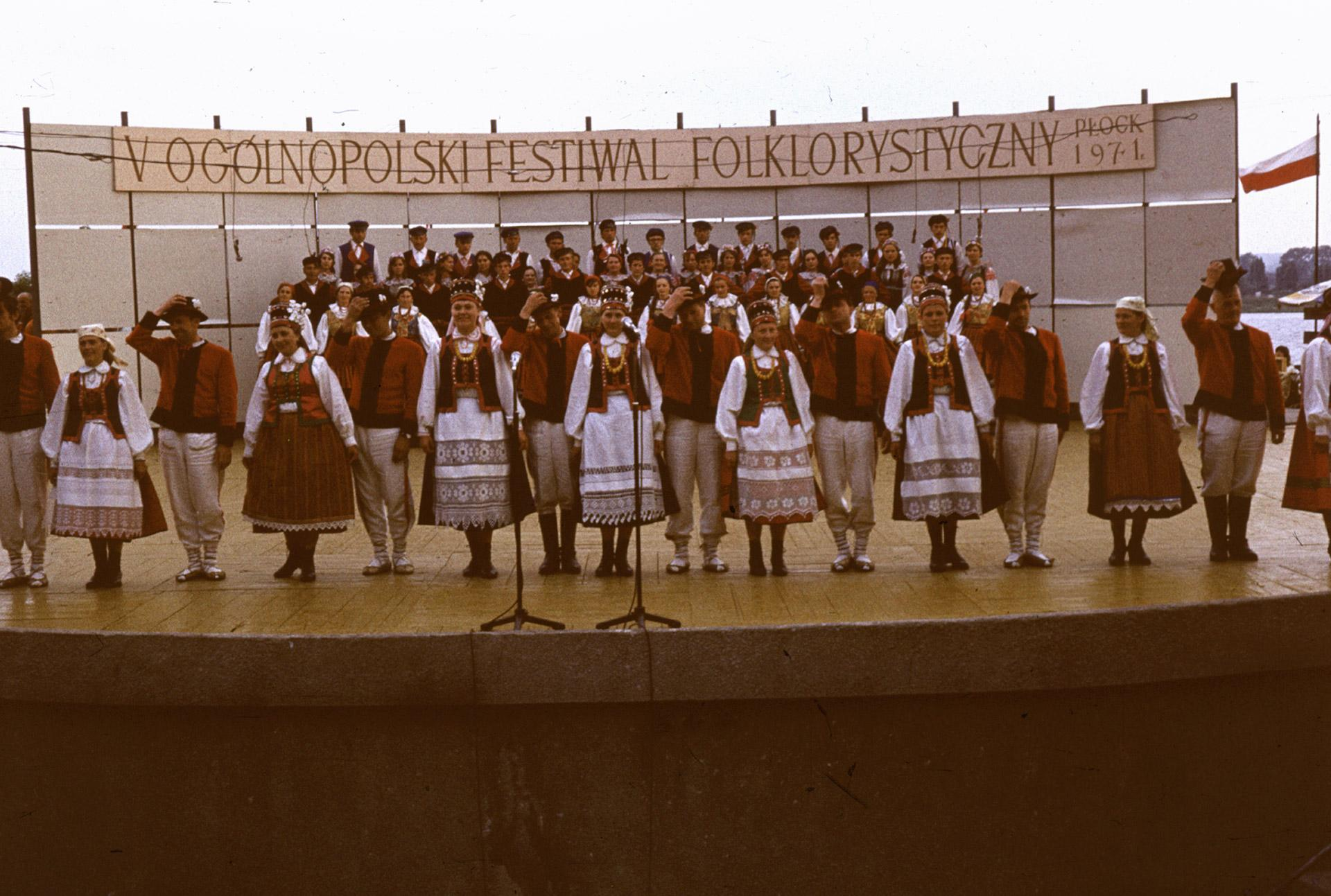
Zespół na scenie V Ogólnopolskiego Festiwalu Folklorystycznego w Płocku, 1971

Zespół powstał na bazie istniejącego od 1947 zespołu ludowego działającego przy świetlicy w Kadzidle. Zorganizowano go w 1953 przy Spółdzielni CPLiA „Kurpianka”. W kapeli zespołu grali: Józef Mróz (harmonia pedałowa), Tadeusz Szutkowski (skrzypce), Bolesław Ciężar (bębenek). Z kapelą występowało kilka par tanecznych oraz soliści (Piotr Puławski, Aleksandra Bakuła i Maria Pokora).

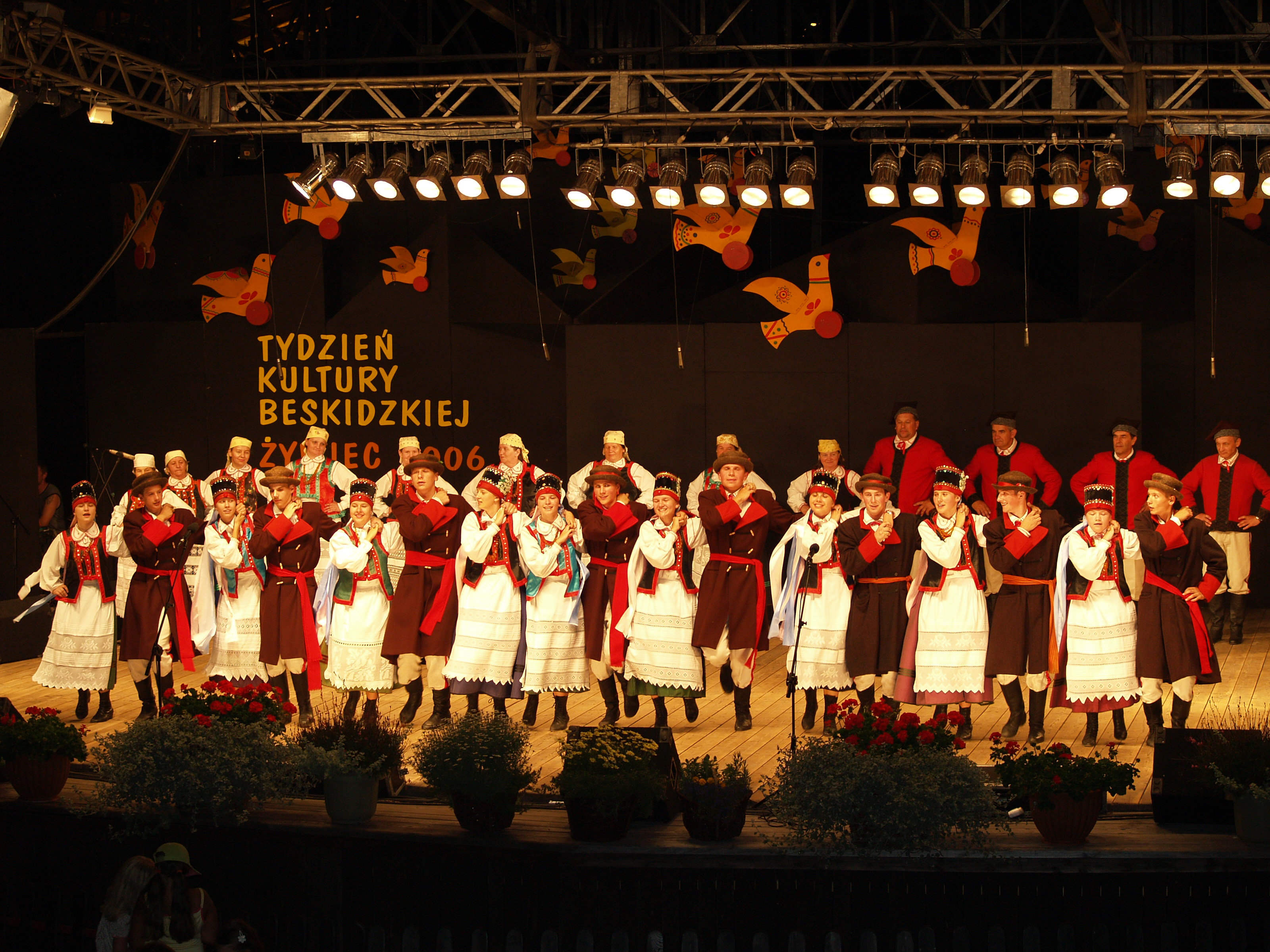
Występ podczas 43. Tygodnia Kultury Beskidzkiej w Żywcu

Z repertuaru zespołu korzystał Tadeusz Sygietyński, opracowując dla zespołu „Mazowsze” folklor kurpiowski. Zespół wspierała Halina Nowosad i ks. Mieczysław Mieszko, proboszcz paraﬁi Kadzidło.
Do 1972 kierownikiem zespołu był prezes kadzidlańskiej spółdzielni Stanisław Reich, a następnie instruktorami Józef Mróz i Józef Sobiech. Konsultantką artystyczną była Jadwiga Mierzejewska. Współcześnie kierownikiem zespołu jest Paweł Łaszczych.
Od momentu założenia zespół prezentował „Wesele na Kurpiach” opracowane przez Jana Budzyńskiego na podstawie zapisów ks. Władysława Skierkowskiego i ks. Stanisława Tworkowskiego, z czasem uzupełnione o nowe pieśni, tańce i gawędy. Zespół prezentuje tańce kurpiowskie (powolniak, wyrwasy, obertas, kowal, okrąglak, żuraw i inne). Kapela zespołu gra muzykę na instrumentach charakterystycznych dla Kurpi Zielonych (harmonia pedałowa, fujarka, skrzypce, klarnet i bębenek). Zespół występuje w autentycznych strojach ludowych. Prezentuje też sztukę ludową Kurpi Zielonych (wycinanki, pieczywo obrzędowe, plastyka obrzędowa). Wynika to z tego, że członkami i członkiniami zespołu są osoby cenione w środowisku twórców i twórczyń ludowych. Jest wśród nich m.in. Apolonia Nowak.
Zespół występował w kraju, a od 1962 za granicą, kiedy to wyjechał na międzynarodowy festiwal folklorystyczny we Włoszech. W 1964 na Festiwalu Muzyczno-Folklorystycznym w Anglii kapela zespołu zdobyła II miejsce (I nie przyznano). Zespół wielokrotnie występował za granicą (Białoruś, Ukraina, Niemcy, Czechosłowacja, Macedonia, Arabia Saudyjska), często zajmując wysokie miejsca na podium konkursów. Prezentował się na festiwalach (Płock, Kazimierz Dolny, Kraków, Warszawa, Poznań), ogólnopolskich uroczystościach i imprezach państwowych (dożynki, święta państwowe). Uczestniczył w imprezach regionalnych w Kadzidle, Ostrołęce, Myszyńcu, Łomży. Zespół co roku występuje podczas Wesela Kurpiowskiego w Kadzidle.
W 1974 zespół otrzymał Nagrodę Kolberga. Doceniono go za autentyzm i wierność tradycji, spontaniczność wykonawczą, zaangażowanie i umiejętności wokalno-taneczne. W 2003 zespół otrzymał Kurpika, nagrodę Prezesa Związku Kurpiów, kategoria Muzyka i taniec.
Zespół wystąpił w filmach: „Wesele kurpiowskie” oraz „Folklor Kurpi Zielonych”. Wydano też płytę stereofoniczną z 47 melodiami i piosenkami kurpiowskimi w wykonaniu zespołu. Grupa wielokrotnie prezentowała się w radio i TV. Repertuar zespołu zaprezentowała m.in. Grażyna Dąbrowska.